# 南与那国島
南与那国島（みなみよなくにじま、南渡難：はいどなん、はいどぅなん）は、沖縄県八重山諸島の与那国島のさらに南にあるとされた伝説上の島。大与那国島（うふどなん、うふどぅなん）とも呼ばれる。与那国方言で「はい」は南を意味し、渡難「どなん」（または「どぅなん」）は与那国島の別称である。

## 概要
池間栄三著『与那国の歴史』によれば、与那国島の比川集落の人々が南方にある楽土ハイドゥナン（南与那国島）に向かって逃亡したとされる。
波照間島を含む八重山諸島では、琉球王国時代の1637年から1903年までの間、人頭税という過酷な税が課されていた。重税を逃れて南方の未知の島に船出する話は、同じ八重山諸島の波照間島にも伝わっており、『八重山島年来記』に記録されている。
伝承としてみる場合には、南与那国島は琉球列島に伝わるニライカナイ伝説の一類型と考えられる。また、実在の確かでない地への渡航には、那智浜から浄土を目指して船出する補陀落渡海との共通性が見いだせる。

## 南与那国島に関連する作品
- ハイドゥナン - 藤崎慎吾による長編SF。
- GR-GIANT ROBO- - 2007年放送のアニメーション。南与那国島の海底遺跡から巨大ロボットが発見される。